# Wolter Bakker
Wolter Bakker (Wanneperveen, 12 november 1888 - Baarn, 16 december 1970) was een Nederlandse architect. 
Wolter Bakker studeerde in Amsterdam. Hij bouwde daarna in de overgangstijd van de Amsterdamse School architectuur uit de twintig en dertiger jaren van de 20e eeuw en de tijd van het nieuwe bouwen.
Naast diverse woonhuizen en het garagebedrijf van Lettenmeijer in Baarn ontwierp hij daar het theater Musis Sacrum. Voor de Tweede Wereldoorlog werkte hij voor het Bouwbureau van de Vereenigde Baden te Amsterdam en ontwierp hij meerdere Sportfondsenbaden in Nederland. Het Eindhovense Sportfondsenbad was in 1935 het eerste golfslagbad in Europa. Het Stilobad aan de Turfmarkt 2 in Zwolle dat rond 1940 werd opgeleverd was het eerste overdekte zwembad van Zwolle, met een bassin van 13,5 bij 25 meter en een drie meter hoge springtoren.
In opdracht van het Badhotel ontwierp hij lichtzuilen op de hoek van de Amsterdamsestraatweg met de Prinses Marielaan en met die van de Prins Bernhardlaan.

## Werken (selectie)

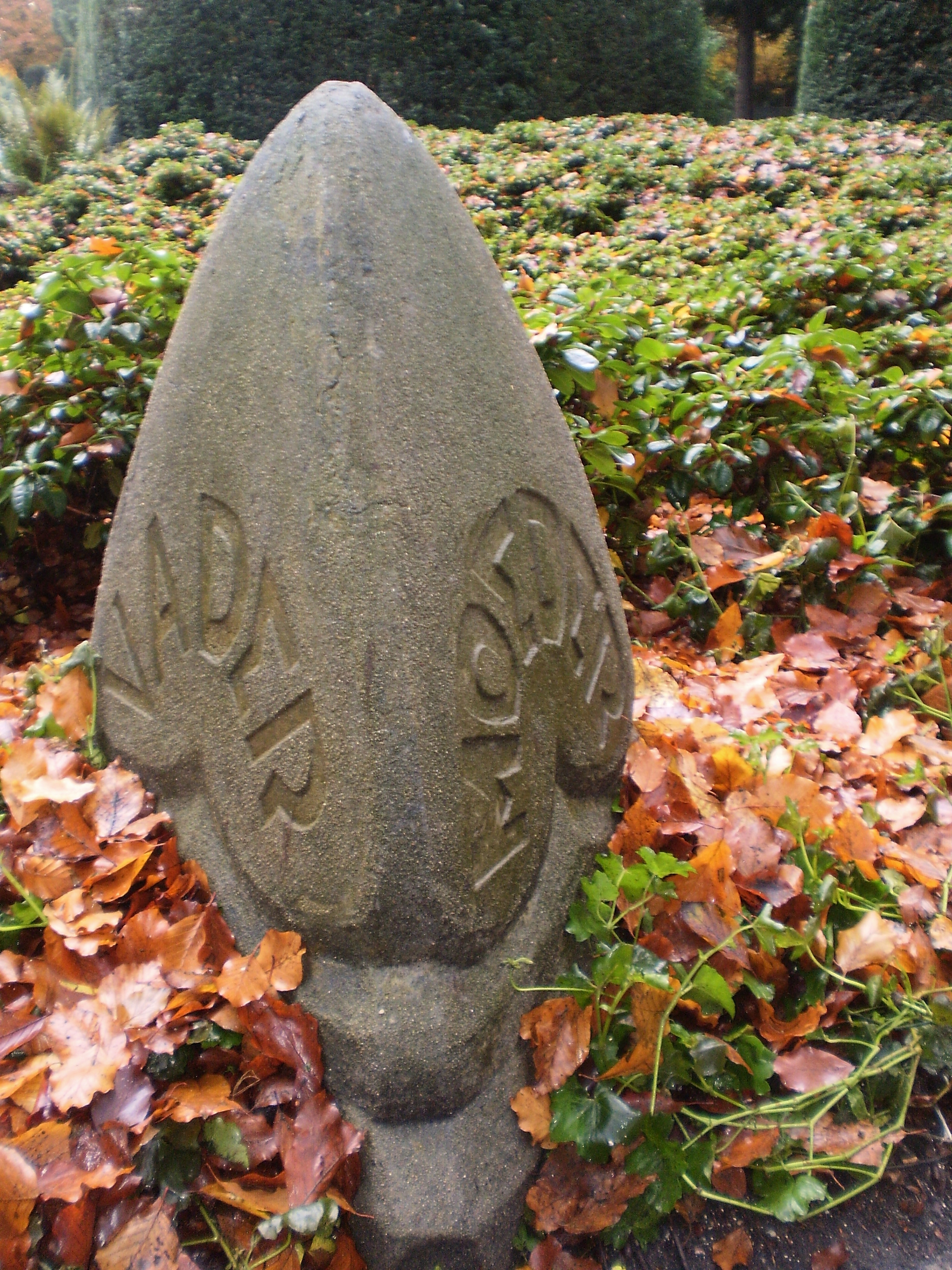
Grafmonument Wolter Bakker

| Jaar   | Bouwwerk                     | Plaats             | Afbeelding |
| ------ | ---------------------------- | ------------------ | ---------- |
| 1910   | Van der Heijdenlaan 5        | Baarn              |            |
| 1920   | Torenlaan 75                 | Baarn              |            |
| ± 1925 | De Paddenstoel               | Hollandsche Rading |            |
| 1927   | Nicolaas Beetslaan 14        | Baarn              |            |
| 1928   | Musis Sacrum                 | Baarn              |            |
| 1931   | Vondellaan 53                | Baarn              |            |
| 1933   | Sportfondsenbad Arnhem       | Arnhem             |            |
| 1933   | Sportfondsenbad Breda        | Breda              |            |
| 1934   | Sportfondsenbad Venlo        | Venlo              |            |
| 1934   | Victoriebad                  | Alkmaar            |            |
| 1935   | Sportfondsenbad Apeldoorn    | Apeldoorn          |            |
| 1935   | Sportfondsenbad Parkenbuurt. | Amsterdam          |            |
| 1935   | Sportfondsenbad Delft        | Delft              |            |
| 1935   | Sportfondsenbad              | Eindhoven          |            |
| 1938   | Spaardersbad                 | Gouda              |            |
| 1940   | Zaanland                     | Zaandam            |            |
| ± 1940 | Stilobad                     | Zwolle             |            |
| 1942   | Boerderij Klein Drakenstein  | Lage Vuursche      |            |
| 1942   | Zomerhuis Klein Drakenstein  | Lage Vuursche      |            |

## Privé
Wolter was de zoon van Arend Bakker en Marrigje Rodermond. Hij trouwde op 4 september 1915 in Wanneperveen met Wiechertje Kuiper (Steenwijk, 3 juli 1890- Baarn, 12 december 1927), met wie hij vijf kinderen kreeg. Hij woonde in het pand Torenlaan 75 in Baarn, naast het Baarnsch Lyceum. Hij bouwde dit huis in 1920 zelf op grond die hij van koningin Emma had gekocht. Bakker werkte aan huis. Op de zolderverdieping was een tekenkamer met drie grote tekentafels.
Toen zijn vrouw al jong overleed, ontwierp Wolter Bakker zelf het grafmonument. Op het monument stond alleen MOEDER. Toen Wolter 43 jaar later zelf overleed heeft hun zoon ook VADER op het monument laten zetten. Inmiddels is het graf geruimd, maar het monument is bewaard gebleven.
Na het overlijden van zijn vrouw Wiegertje hertrouwde hij met Suzanne de Lugt en kreeg met haar een kind. Het pand Torenlaan 75 bestond uit een groot huis en een kleine huis. Het grote huis was in de oorlog gevorderd door de Duitsers. Na de oorlog kwam het grote huis vrij. Hierin werd een internaat gevestigd., waarin 5 tot 8 kinderen woonden, van wie de ouders in Indonesië werkten bij de BPM. De kinderen kwamen naar Nederland om er het voortgezet onderwijs te volgen.
Bij zijn overlijden was Bakker van Suzanne de Lugt gescheiden. Hij werd begraven te Baarn op de Nieuwe algemene begraafplaats aan de Wijkamplaan. 
Bakker was bestuurslid bij de Baarnse afdeling van Groei & Bloei.